# Une bougie récalcitrante
Pour plus de détails, voir Fiche technique et Distribution.
Une bougie récalcitrante est un film muet français réalisé par Georges Monca, sorti en 1912.

## Fiche technique
- Titre : Une bougie récalcitrante
- Réalisation : Georges Monca
- Scénario : Fernand Le Borne
- Photographie :
- Montage :
- Société de production : Pathé Frères
- Société de distribution : Pathé Frères
- Pays d'origine :  France
- Langue : film muet avec les intertitres en français
- Métrage : 110 mètres
- Format : Noir et blanc — 35 mm — 1,33:1 — Muet
- Genre :  Comédie
- Durée : 3 minutes 30
- Dates de sortie : 
  -  France : 18 octobre 1912

## Distribution
- Lucien Cazalis : Jobard
- Mistinguett :
- Maurice Chevalier